# Eupithecia emporia
Eupithecia emporia är en fjärilsart som beskrevs av Claude Herbulot 1987. Eupithecia emporia ingår i släktet Eupithecia och familjen mätare. Inga underarter finns listade i Catalogue of Life.